# Sarah Lennox
Lady Sarah Lennox, född 14 februari 1745, död i augusti 1826, var en brittisk adelskvinna. Hon blev omtalad som kärleksintresse och tänkbar brud till Georg III av Storbritannien 1761, och blev sedan berömd som en av de fem 'Systrarna Lennox', döttrar till Charles Lennox, 2:e hertig av Richmond och Lady Sarah Cadogan, vars liv har skildrats i Aristokrater. Hon blev under sin samtid känd för en skandal då hon 1768 fick en dotter med sin älskare Lord William Gordon och övergav sin make Sir Charles Bunbury, 6th Baronet, som efter en lång skilsmässoprocess slutligen skilde sig från henne år 1776. 